# Klaus Lederer
Klaus Lederer (sinh ngày 21 tháng 3 năm 1974) là một chính khách người Đức của The Left.

## Tiểu sử
Lederer sinh ra ở Schwerin, và học luật tại Đại học Humboldt của Berlin. Từ năm 2003, Lederer là thành viên của Abgeordnetenhaus of Berlin. Ông là lãnh đạo đảng The Left trong bầu cử bang Berlin 2016.  Leder đã kết hôn với đối tác của mình từ năm 2009.

## Văn chương
- Karsten Krampitz, Klaus Lederer: Schritt für Schritt ins Paradies. Handbuch zur Freiheit. Karin Kramer Verlag, Berlin 2013, ISBN 978-3-87956-374-6.